# Изидор Киршнер
Изидор Киршнер (мађ. Kürschner Izidor — Kürschner Dóri — Kürschner-Szűcs Izidor) био је мађарски фудбалер и тренер. Као играч био је успешан у будимпештанском клубу МТК, а играо је и за мађарску репрезентацију. Као тренер успео је у Немачкој, освојивши национално првенство са 1. ФК Нирнберг. Његови највећи тријумфи уследили су у Швајцарској са Грасхопер клубом Цирих, где је освојио седам титула. Киршнеров долазак у бразилски фудбал донео је тактичке иновације које су помогле да се земља успостави као један од светских лидера у овом спорту.
Киршнер је рођен у Мађарској и био је Јеврејин.

## Играчка каријера
Киршнер је био одбрамбени играч на левој страни терена, који је такође нашао своје место као централни халф. Мање је импресионирао својом физичком спремом и техником, а више својим проницљивим позиционирањем и склоношћу ка ударцима главом. Његову игру обележавале су једноставност и одлучност.
Играо је за МТК у свом родном граду Будимпешти и допринео њиховом освајању првенства 1904. и 1908. године, као и њиховим три узастопне победе на Мађарском купу између 1910. и 1912. године. Између 1907. и 1911. године такође је пет пута позван да игра за мађарску фудбалску репрезентацију.
Године 1911, како би допунио своје приходе, заједно са колегом играчем МТК-а Ђулом Кертесом основао је фотографски студио.

## Тренерска каријера
Изидор Киршнер је започео своју тренерску каријеру 1918. године у будимпештанском клубу МТК, затим иде у Немачку 1919. горине преузима Штутгарт кикерсе. Током 1920. године у Немачкој наставља са ФК Нирнбергом, а затим са Ајнтрахтом Франкфурт.
Такође је тренирао швајцарску репрезентацију 1924. године, заједно са Тедијем Даквортом и Џимијем Хоганом, у припреми за Олимпијске игре 1924. у Паризу. Међутим, његова каријера је била посебно успешна од 1925. године па надаље у Грасхопер-клубу Цирих, са којим је освојио седам титула.
Затим се окренуо бразилском фудбалу, поставши тренер Фламенга и Ботафога. Стигао је у Рио де Жанеиро 1937. године и унапређен је у тренера Фламенга и његових славних играча попут Леонидаса. Увео је нову, више дефанзивно оријентисану тактику: W-W или 2-3-2-3. Коначно је отпуштен 1938. године због лоших резултата клуба.
Затим је постао тренер Ботафога, Фламенговог ривалског клуба, али је умро 1941. године у 56. години.

## Филм
Киршнер се може видети у бразилском филму „Alma e Corpo de uma Raça“ („Тело и душа једне расе“) из 1938. године редитеља Милтона Родригеса (1905–1972). У сцени која описује стварни живот у младој земљи, појављује се у контексту чувеног дербија Фламенга и Флуминенсеа.